# Táňa Fischerová
Táňa Fischerová (nata  Taťana Fischerová; Praga, 6 giugno 1947 – Černošice, 25 dicembre 2019) è stata un'attrice, politica e attivista ceca, dal 2002 al 2006 membro della Camera dei Deputati della Repubblica Ceca.  Fu candidata alle elezioni presidenziali ceche del 2013.
Tra il 2008 e il 2018 fu presidente e leader del "Klíčového hnutí", un movimento basato sui principi della tripartizione sociale del filosofo e umanista austriaco Rudolf Steiner.

## Biografia
Fischerová nacque a Praga da genitori ebrei. Suo padre, attore e regista teatrale, Jan Fischer (o Fišer), fu imprigionato nei campi di concentramento di Theresienstadt e Auschwitz durante la seconda guerra mondiale. Sua madre era una ballerina e, come suo padre, fu imprigionata a Terezín e ad Auschwitz durante la guerra. Táňa aveva un fratello minore, Jan. 

### Attrice
Studiò alla Janáček Academy of Music and Performing Arts di Brno,  ma non terminò gli studi. Apparve sullo schermo per la prima volta sotto la direzione di Vladimír Čech nel dramma cecoslovacco "Kohout plaší smrt" nel 1961. Alla fine degli anni '60, lavorò con il Drama Club di Praga. Fu licenziata dal teatro durante il periodo di normalizzazione (nel 1973). Disse una volta: "Il Drama Club e quell'intera epoca sono stati per me un paradiso teatrale perduto che non è mai tornato".  Lavorò poi per quattro anni con il Teatro Jiří Wolker. Tuttavia, dopo che nacque suo figlio Kryštof, il cui padre è il compositore Petr Skoumal, lasciò il teatro. Negli anni '80 lavorò come attrice freelance.
Durante la sua carriera di attrice, ha collaborato con personalità significative del cinema ceco, come Jan Kačer, Evald Schorm, Antonín Máša, Jaromil Jireš e Karel Kachyňa.
Nel 1989 firmò la petizione  "Několik vět" ("Poche frasi") preparata dall'iniziativa civica "Charter 77". A quel tempo, iniziò a partecipare ad attività civiche.

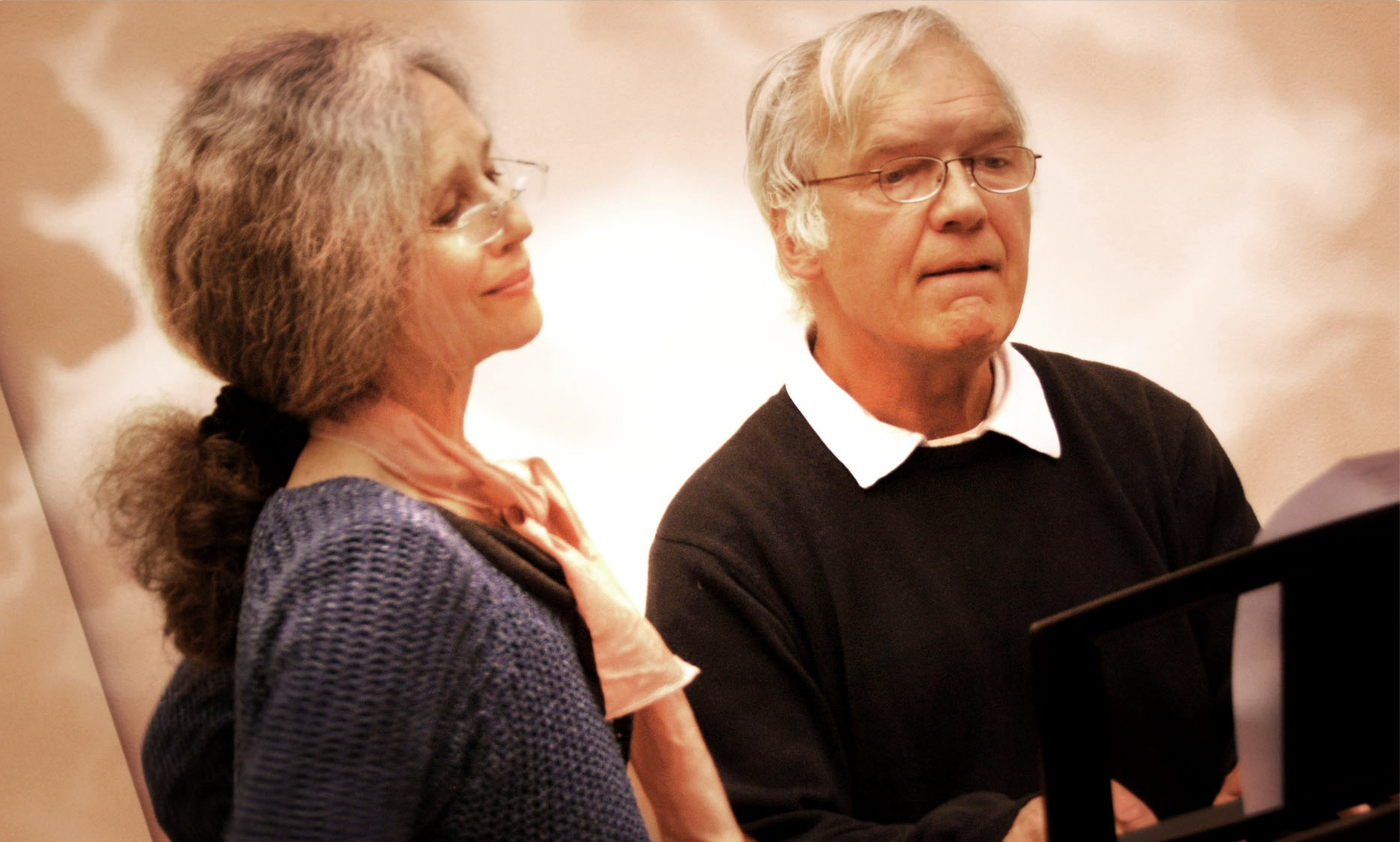
Táňa Fischerová insieme a Daniel Dobiáš durante un'apparizione congiunta a Jihlava nel loro spettacolo "Dekameron"

Insieme a  Marta Kubišová e Jan Kačer, moderò per molti anni i concerti televisivi dell'Avvento, raccogliendo ingenti fondi per attività di beneficenza. Dopo il novembre 1989, si esibì anche in prima serata al Teatro Kolowrat, organizzato dal Movimento Democratico di Masaryk.

### Politica
Nel 2002, Fischerová venne eletta nel parlamento della Repubblica Ceca come candidata indipendente nella lista dell'Unie svobody -DEU (Unione della libertà - Unione democratica).  Fu membro della commissione per le petizioni e della commissione per la scienza, l'istruzione, la cultura, la gioventù e lo sport. Co-sponsorizzò una proposta fallita di modifica della costituzione, che mirava a introdurre l'elezione del presidente direttamente da parte dei cittadini. Fu parlamentare sino al 2006. Non riuscì infatti ad essere eletta nelle successive elezioni, questa volta al Senato della Repubblica Ceca.

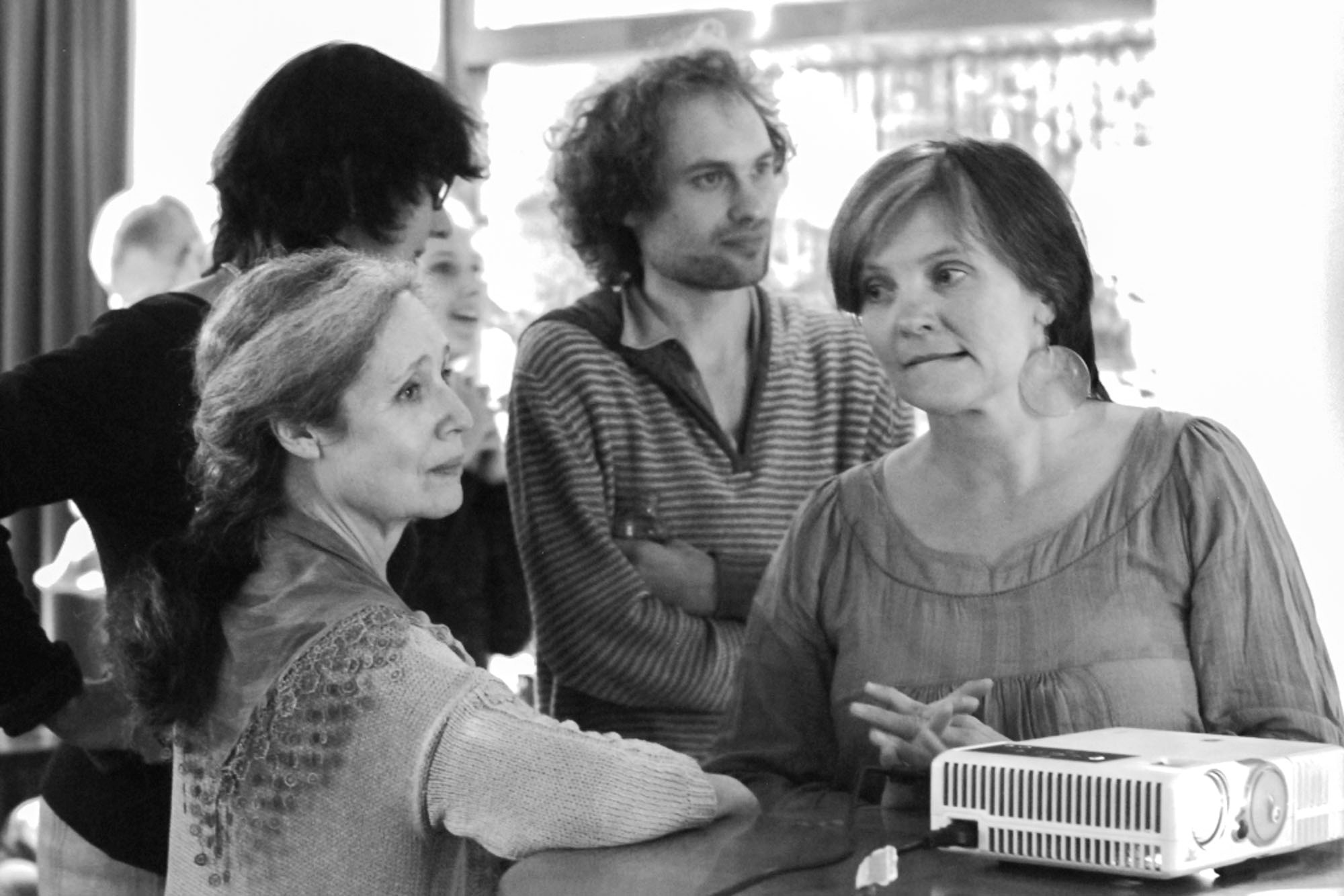
Táňa Fischerová e il suo team del Klíčí húnívo controllano i risultati delle votazioni alle elezioni parlamentari

Fischerová fu una delle tre candidate donne alle elezioni presidenziali ceche del 2013, insieme a Zuzana Roithová e Jana Bobošíková. Fu sostenuta dal Partito dei Verdi. Il suo team raccolse circa 65.000 firme dai cittadini. Nel primo turno elettorale si classificò  settima con il 3,23% (166.211 voti), non qualificandosi per il secondo turno.

### Attivismo
Taťana Fischerová partecipò ai lavori di numerose organizzazioni senza scopo di lucro, fondazioni e associazioni civiche. Fu membro del consiglio di amministrazione della Dagmar and Václav Havel Foundation VIZE 97, del Czech Helsinki Committee, membro di Amnesty International,  membro del Board of Patrons of the Rainbow Movement (sostenne pubblicamente, ad esempio, la Great Challenge), presidente onorario dell'associazione civica Remedium (per la salute mentale), presidente dell'ITI (Centro Ceco dell'International Theatre Institute), membro del comitato consultivo dell'associazione civica per l'integrazione dei disabili mentali, patrona di Šance House, presidente onorario della Society for Sustainable Life (STUŽ). 
Taťana Fischerová, che visse a Praga per tutta la vita, morì il 25 dicembre 2019 all'età di 72 anni a causa di un cancro.

## Filmografia parziale
- Kohout plaší smrt, regia di Vladimír Čech (1962)[3]
- Hotel per stranieri (Hotel pro cizince), regia di Antonín Máša (1967)[1][3]
- Prodloužený čas, regia di Jaromil Jireš (1984)[1]
- Lev s bílou hřívou, regia di Jaromil Jireš (1987)[3]
- Svědek umírajícího času, regia di Miloslav Luther (1991)[3]
- Hanele, regia di Karel Kachyňa (1999)[1]
- Drona, regia di Goldie Behl (2008)

## Opere selezionate
- Bílý den... a jiné příběhy, Praga, Troja, 1999 ISBN 80-902-4282-0
- Jeden čas seje, jeden plody sbírá, Illustration Ivan Svatoš, Praga, Svatošovo nakladatelství, 2002 ISBN 80-238-9785-3
- Lydiiny dveře. Illustration Lýdie Hladíková, Praga, Porozumění, 1994 ISBN 80-238-1948-8
- Táňa Fischerová: nežít jen pro sebe, Praga, Portál, 2002 ISBN 978-807-1786-542 (intervista con Daniela Brůhová)
- Láska nevládne, láska tvoří: hledání cest k proměně společnosti, Hranice, Fabula, 2012 ISBN 978-808-7635-025 (insieme a  Radomil Hradil)
- Světliny 2: putování k polednám, Praga, Chvojkovo nakladatelství, 2006 ISBN 80-861-8352-1 (insieme a Ludvík Procházka e Karel Funk)